# متلازمة دوان
متلازمة دوان أَو متلازمة ستيلنغ تورك دوين (بالإنجليزية: Duane syndrome)‏ هي نوع نادر خلقي للحَول، وَتتميز هذه الظاهرة بعدم قدرة العين على التحرك إلى الخارج، وقد وصفت أول مرة من قبل أطباء العيون جاكوب ستيلينغ (1887) وسيجموند تورك (1896)، وسميت نسبة إلى الكسندر دوان، الذي ناقش هذا الاضطراب بمزيد من التفصيل في عام 1905. أسماء أخرى لهذه الحالة: مُتَلاَزِمَةُ الاِنْكِماش (تلو شلل عضلات العَيْن)، متلازمة انكماش العين، متلازمة الانكماش، متلازمة تراجع الخلقية ومتلازمة ستيلينغ-تورك-دوين.

## المظاهر السريرية
السمات المميزة لهذه المتلازمة هي:
- الحد من تبعيد العين المصابة (الحركة نحو الخارج)
- القليل من الحد المسموح للتقريب (الحركة للداخل).
- انقباض مقلة العين في محجر التقريب، مع تضييق الشق الجفني (إغلاق العين).
- اتساع الشق الجفني للتبعيد.
- تقارب ضعيف
- يدور الرأس إلى جانب العين المصابة لتعويض قيد حركة العين وللحفاظ على الرؤية بالعينين.

يمكن أن تترافق متلازمة دوان مع غيرها من المشاكل، بما في ذلك شذوذ العمود الفقري العنقي: متلازمة كليبل-فايل، متلازمة غولدينهار، تَغايُرُ التَّلَوُّن، والصمم الخلقي.

## الأسباب
متلازمة دوان سببها عدم توصيل الأعصاب لعضلات العين، مما يسبب في بعض عضلات العين الانقباض عندما لا ينبغي لها وعضلات العين الأخرى إلى عدم الانقباض عندما يجب. اليكساندريكسز وسوندرز وجدوا أنه في معظم الحالات يكون نواة العصب المبعد غير موجود أو ناقِصُ التَّنَسُّج، والعضلات المستقيمة الجانبية مزودة بفرع من العصب المحرك للعين. ويؤيدهم هوتشكيس وآخرون، الذين كتبوا عن نتائج تشريح جثة اثنين من المرضى الذين يعانون من متلازمة دوان. في كلتا الحالتين نواة العصب السادس في الجمجمة والعصب غير موجودين، وكان العصب المزود للعضلات المستقيمة الجانبية هو العصب الثالث أو المحرك للعين. هذا التضليل للألياف العصبية في العضلات ضد تزويد العضلة من قبل نفس الأعصاب. وهكذا، في محاولة التبعيد، يرافق تحفيز المستقيمة الجانبية العصب المحرك للعين عن طريق تحفيز المستقيمة وسطية المعارضة عبر نفس العصب؛ العضلات التي تعمل على الرؤية التقريبية. يحدث المشاركة في انقباض العضلات، مما يحد من كمية الحركة وما ينتج عنها أيضا في انكماش العين في المجحر. لاحظوا أيضا العوامل الميكانيكية واعتبروها ثانوية لفقدان التعصيب. أثناء الجراحة التصحيحية تم العثور على ألياف تربط المستقيم الأفقي والجدران المدارية وألياف المستقيمة الجانبية من خلال الخزعة. هذا التليف يمكن أن يؤدي إلى تضيق المستقيمة الجانبية، وتكون بمثابة حبل أو رباط.

### علم الوراثة
الجين المسؤول هو سال-لايك 4 

### علمالأوبئة
تم تشخيص معظم المرضى في سن 10 سنوات. ودوان أكثر شيوعا لدى الفتيات (60% من الحالات) من الذكور (40% من الحالات). وتفيد دراسة فرنسية أن هذه الحسابات شائعة لدى 1.9% من السكان، 53.5% من المرضى هم من الإناث، من جانب واحد في 78% من الحالات، ويتأثر العين اليسرى (71.9%) بشكل متكرر أكثر من اليمنى. حوالي 10-20% من الحالات عائلية هي أكثر عرضة لتكون ثنائية. متلازمة دوان ليس لديها ميل لعرق معين.

## التصنيف
لدى متلازمة دوان ثلاثة متغيرات:
- النوع الأول: تباعد محدود مع أو بدون حول
- النوع الثاني: تقارب محدود مع أو بدون حول وحشي
- النوع الثالث: الحد من كل من التباعد والتقريب وأي شكل من أشكال الحول الأفقي

النوع الأول هو الأكثر شيوعا ويمثل 85٪ من الحالات.<Brown HW (1950). "Congenital structural muscle anomalies". في Allen JH (المحرر). Starbismus Ophthalmic Symposium. St Louis: Mosby. ص. 205–36.</ref>

## التشخيص
في الجلسة السريرية، تنشأ صعوبات رئيسية في التشخيص نتيجة للسن المبكرة جدا في المرضى الذين يعانون من هذه الحالة. يجب أن يستمر الطبيب في دراسة التباعد والتقريب، ويبحث عن أي تغييرات في الشق الجفني المرتبط بها أو الرأس. عند تحديد ما إذا كان هناك حول في الطفولة («الحول» هو مصطلح بريطاني للعينين اللتان لا تنظران في نفس الاتجاه) هو في الحقيقة متلازمة دوان. تغييرات الشق، الابتعاد المحدود هو نتيجة لدوان وليس بسبب شلل العصب السادس أو المبعد. متلازمة دوان هي حدث نادر الحدوث بعد شلل العصب المحيطي.

## العلاج
غالبية المرضى لا يوجد لديهم أعراض وقادرون على الحفاظ على binocularity مع دوران خفيف للوجه. الحول غير شائع ونادر. هذا يمكن ان يعالج الانسداد، ويمكن أن يصحح الانكسار.
لا يمكن الشفاء من متلازمة دوان؛ لأن العصب القحفي المفقود لا يمكن استبداله، وتقليديا لم يكن هناك توقع أن الجراحة سوف تؤدي إلى أي زيادة في نطاق حركة العين. التدخل الجراحي، إذا كان المريض غير قادر على الحفاظ على binocularity، إن كان يعاني من أعراض، أو لسبب تجميلي أو كان الرأس غير مريح. أهداف الجراحة هي لوضع العين في موضع متوسط. في بعض الأحيان، ليست هناك حاجة لعملية جراحية خلال مرحلة الطفولة، ولكنه يصبح مناسبا في وقت لاحق في الحياة
وتشمل النهج الجراحية:
- الركود المستقيمة في العين المعنية أو كلتا العينين، عن طريق إضعاف العضلات المستقيمة الطبية هذا الإجراء يحسن تقاطه العينيين ولكن لا يحسن حركات العين إلى الخارج.
- مراد وآخرون. أظهروا تحسن في التباعد بعد قطع متواضع من جانب واحد للمستقيمة الراكدة، وبتر الجانبية المستقيمة[9]
- التبديل الجانبي للعضلات الرأسية التي وصفها روزنباوم لتحسين مجموعة من حركة العين. تنتج العملية الجراحية 40-65 درجة، ويوصى بتثبيت جدار العضلات المستقيمة الجانبية كوسيلة فعالة لإبطال نشاط العضلات المستقيمة الجانبية.